# J SPORTS
J SPORTS（ジェイ・スポーツ）は、株式会社ジェイ・スポーツが放送するスポーツテレビ局の総称である。なお、本項目では前身の「J SKY sports」についてもここで述べる。

## 概要
2022年11月現在、ジェイ・スポーツは4つのスポーツ専門チャンネルを運営しており、キャッチコピーは「国内最大4チャンネルのスポーツテレビ局」である。
旧JスカイBの番組供給会社として設立されたスカイエンターテイメントが運営していたSKY sportsが前身（そのため、本社はスカパーJSATの青海放送センター（旧JスカイB本社）と同じ建物にある）。これに住友商事・リバティメディア系であったJ-SPORTS、伊藤忠商事系であったスポーツ・アイ ESPNが相次いで経営統合・合併して現在に至る（#沿革の項参照）。
SKY sportsとJ-SPORTSが経営統合してジェイ・スカイ・スポーツとなった2000年4月から2013年7月まで旧J-SPORTSの親会社であるジュピタープログラミング（住商・リバティメディア系。現在のJCOM メディア事業部門）の関係者が就任しており、2009年10月には、ジュピターテレコム（J:COM）が連結子会社としている。また、スポーツ・アイ ESPNとの合併に際してスカパーJSATが資本参加、持分法適用関連会社としている。
2023年4月時点での視聴可能世帯数は594万世帯。2009年現在、有料専門チャンネルでは最大の視聴料収入を誇る。
- スカパー!（旧・スカパー!e2）：4チャンネル全て、衛星基幹放送事業者としてジェイ・スポーツ自ら放送。BSデジタル放送の論理チャンネル枠は「24x」[注 1]。各12スロット×4ch＝計48スロット（2021年2月9日以降）。
  - BSスカパー!の閉局に伴い、2022年11月より「スカパー!ガイド」を引き継ぎ、データ放送も行うようになった。論理チャンネル枠は『84x』[注 2]。
- スカパー!プレミアムサービス（HD（ハイビジョン）放送）：衛星一般放送事業者としてスカパー・エンターテイメントが放送。
- スカパー!プレミアムサービス（標準画質）： 4チャンネル全て、衛星一般放送事業者として放送していたが、2014年5月31日をもって放送終了した。
- 番組単位の供給先としては、各地ケーブルテレビ局などに行っている。

2022年11月22日現在の配信チャンネル
| チャンネル名     | スカパー! プレミアムサービス | スカパー!（旧e2） （BSデジタル放送） | ひかりTV  | J:COM     | 備考                                                   |
| ---------------- | ---------------------------- | ------------------------------------ | --------- | --------- | ------------------------------------------------------ |
| J SPORTS 1       | 603（HD）                    | BS242（HD） ※メインサービス          | 757（HD） | 405（HD） | ケーブルテレビはサービス会社ごとにチャンネルが異なる。 |
| J SPORTS 2       | 604（HD）                    | BS243（HD）                          | 758（HD） | 406（HD） | ケーブルテレビはサービス会社ごとにチャンネルが異なる。 |
| J SPORTS 3       | 606（HD）                    | BS244（HD）                          | 759（HD） | 407（HD） | ケーブルテレビはサービス会社ごとにチャンネルが異なる。 |
| J SPORTS 4       | 605（HD）                    | BS245（HD）                          | 760（HD） | 408（HD） | ケーブルテレビはサービス会社ごとにチャンネルが異なる。 |
| J SPORTS 1（4K） | -                            | 4K821（4K）                          | -         | 421（4K） | 2018年12月から2024年3月まで放送。                      |
| J SPORTS 2（4K） | -                            | 4K822（4K）                          | -         | 422（4K） | 2018年12月から2024年3月まで放送。                      |
| J SPORTS 3（4K） | -                            | 4K823（4K）                          | -         | 423（4K） | 2018年12月から2024年3月まで放送。                      |
| J SPORTS 4（4K） | -                            | 4K824（4K）                          | -         | 424（4K） | 2018年12月から2024年3月まで放送。                      |
| スカパー！ガイド | -                            | BS849（データ）                      | -         | -         | 2022年11月よりBSスカパー!から移行。                    |

また、J SPORTSが放映権を保有するスポーツコンテンツのメディア化（DVDなど）も行っている。
2011年7月1日から稼働開始した新放送システムでは、J SPORTS以外のJ:COMグループ他チャンネルの送出も行っている。
ウォーターマークは白文字の局ロゴマークで生中継時はロゴの下にLIVEの文字が追加される。表示位置は生中継は右上、録画中継は右下が基本だが、権利元のウォーターマークや現地映像のテロップ位置によっては変更される場合もある。
スポーツの生中継が多数行われるため、急遽追加編成が行われたり、生中継が延長する場合、該当時間に画面上部に字幕で断りを入れる。また、フィラー映像内でその後の番組の放送予定を表示し繰り下げを告知する。また、BS放送開始に伴って、字幕放送（リアルタイム字幕放送を含む）を導入したほか、緊急地震速報（日本国内で震度5以上の揺れが予想される場合）のチャイム並びにテロップが流れるようになった。
2022年11月現在、音声送信にマルチステレオ方式を採用しておらず、副音声を有する番組はすべてモノラル音声で放送される。

## 沿革

### 旧SKY sports
- 1996年
  - 9月 - イギリスの衛星放送・BスカイBの主要株主であったニューズ・コーポレーション（19.9%）がソフトバンク（80.1%）との合弁により、番組供給会社「スカイエンターテイメント株式会社」を設立。設立時の代表取締役社長は北尾吉孝[6]。
  - 12月 - ニューズ・コーポレーションとソフトバンクの折半出資により、プラットフォーム事業者「ジェイ・スカイ・ビー株式会社」（JスカイB）設立。
- 1997年
  - 2月 - パーフェクTV!（現・スカパー!プレミアムサービスサービス（標準画質））で合計9chの委託放送業務の認定を受ける（うち3chは放送開始できずに返上した）。
  - 5月 - 日本ラグビー協会と独占放映権契約を締結。
  - 9月 - パーフェクTV!でSKY sports（現・J SPORTS 4）の放送開始。
- 1998年
  - 4月25日 - スカイサービス（東経124度）で合計6chの委託放送業務の認定を受ける（この時点までにスカイエンターテイメントはJスカイB100%出資に変更）。SKY sports 1・2（現・J SPORTS 1・2）の放送開始（これに合わせて、パーフェクTV!サービスのSKY sportsは「SKY sports 3」に改称）。プロ野球はヤクルトスワローズ、横浜ベイスターズ、中日ドラゴンズ、西武ライオンズ、日本ハムファイターズ、千葉ロッテマリーンズ、オリックス・ブルーウェーブ戦を放送。
  - 5月 - JスカイB、日本デジタル放送サービス（スカパー、現・スカパーJSAT）と合併。これと前後して、スカイエンターテイメントはJスカイBの主要株主であったニューズ・コーポレーション、ソフトバンク、ソニー、フジテレビジョンの4社が25%ずつ出資する形となる。
- 1999年
  - 3月 - JFL・横浜FCのホームゲーム全試合を中継（ - 2000年）。
  - 3月 - スカパー!主導でプロ野球の放映権を再編。中日戦はJ-SPORTS、日本ハム戦はGAORAに一本化。広島戦の放送を開始。
  - 8月 - スカパー!からのサブライセンスを受け、セリエAの中継を開始。
- 2000年
  - 2月 - ケーブルテレビでの再送信を増やすためにSKY sports 1・2を当時、受信設備を所有するCATV局が少なかったスカイサービスから多かったパーフェクTV!サービスに変更（その代わり、FOX NEWS、スカイニュース、スカイ名画座がパーフェクTV!サービスからスカイサービスに変更）。
  - 3月31日 - スカイエンターテイメントは合計12chを保有していたが、資本金40億円に対して180億円弱という莫大な累積損失を抱え[7]、増減資により累積損失を解消した上で、経営改善策としてチャンネル数の削減と外部からの資本導入を図ることになった。SKY sportsの3chはJ-SPORTSと経営統合、日本映画専門チャンネル・時代劇専門チャンネルの2chはスカイエンターテイメントの株主が設立した新会社日本映画衛星放送株式会社に、「SKY Fishing753」は「釣りビジョン」にそれぞれ移行。それ以外のチャンネルは放送終了した。

### 旧J-SPORTS
- 1996年3月 - 住友商事と米TCIの合弁により株式会社ジュピタープログラミング（JPC、現・JCOM）設立。
- 1997年 - JPCがJリーグのCS放映権を獲得（ - 2001年）。JPC傘下の映画専門チャンネル・CSN1ムービーチャンネル（現・ムービープラス）の枠内で中継番組「CSN1 J-SPORTS」を開始（原則各節1試合生中継のみ）
- 1998年
  - 3月1日 - パーフェクTV!でスポーツ専門チャンネル「J-SPORTS」が開局（サービス放送は同年2月18日開始。委託放送事業者はジュピターサテライト放送）。対巨人戦を除く中日ドラゴンズ戦の中継を開始。
  - 4月1日 - ディレクTVでもJ-SPORTS放送開始。
  - 11月 - ディレクTVと共同でリーガ・エスパニョーラのCS放映権獲得（ - 2002/03シーズン）。J-SPORTSはFCバルセロナ戦、ディレクTV（サッカーTV・イレブン）はレアル・マドリード戦を独占放送する（ディレクTV放送終了まで）。
- 1999年8月 - スカパーからサブライセンスを受け、セリエAの放送を開始（ディレクTVでは別番組を放送）。
- 2000年3月31日 - SKY sportsとの経営統合に伴い閉局。主な番組はJ SKY SPORTS（主にJ SKY SPORTS 2）で引き続き放送された。

### J SKY SPORTS
- 2000年4月1日 - スカイエンターテイメントはJPC・住友商事・リバティメディアが出資する「ジェイ・スポーツ有限会社」（のち「有限会社ジュピタースポーツ」、2010年10月清算結了）の資本を受け入れ、社名を「株式会社ジェイ・スカイ・スポーツ」、局名も「J SKY SPORTS」に変更。社長はJPC、ジェイ・スポーツ社長であった宇野隆一郎が就任。
- 2002年
  - Jリーグの放映権をNHK・TBSと共同で獲得（ - 2006年）。
  - 7月 - 東経110度CS放送スカイパーフェクTV!2（現・スカパー!) での放送を開始（委託放送事業者は子会社のアクティブ・スポーツ・ブロードキャスティング）。
- 2003年
  - 4月 - UEFAチャンピオンズリーグの放映権をスカパー・フジテレビジョンと共同で獲得（2005/06シーズンまで。2006/07シーズン以降はスカパーからサブライセンスを受ける形となる）。
  - 8月 - リーガ・エスパニョーラの放映権を喪失（→放映権 (サッカー)#「リーガ、ゲッツ!」）。

### J SPORTS
- 2003年
  - 10月1日 - 会社名を「株式会社ジェイ・スポーツ・ブロードキャスティング」に変更、チャンネル名もJ SPORTSとする（同時にジェイ・スポーツ有限会社は有限会社ジュピタースポーツに社名変更）。海外向け番組販売を本格化するのに伴い、日本発のスポーツ番組を強調するのが狙いとされる。なお、社名変更と前後してニューズ・コーポレーションが撤退、ジュピタースポーツの出資比率が42.9%になっていた。新社長にジュピターゴルフネットワーク社長であった鷹羽正好（現・日本ゴルフツアー機構副会長）が就任。
- 2004年
  - 8月 - ドイツ・ブンデスリーガの放映権獲得（1999/2000シーズン以来。2006/07シーズンまで）。
- 2005年
  - ヤクルト戦のCS放映権がフジテレビに移行。一方、ロッテ戦の放送を再開（2002 - 2004年はパーフェクト・チョイス（現・スカチャン）で放送）。
  - 11月1日 - ジェイ・スポーツ・ブロードキャスティングを存続会社として株式会社スポーツ・アイ ネットワーク（スポーツ・アイ ESPN）を合併。この際、スカイパーフェクト・コミュニケーションズ（現・スカパーJSAT）が資本参加する。
- 2006年4月1日 - 保有する4チャンネルを再編。各チャンネルごとに明確な番組編成を組んでいくとしている。
  - J sports ESPN（旧・スポーツ・アイ ESPN）では視聴者に多彩なスポーツ番組を提供できるようにする「フラッグシップチャンネル」としての役割を持たせる。
  - 新生J sports1、2はスポーツファン初心者からコア（マニアック）なファンに至るまで充実したスポーツ中継・情報のラインナップを強化させる。
  - J sports Plus（旧・J SPORTS 3）は、生中継（プロ野球、国内外サッカーなど）、アメリカンプロレスWWE（ロウ、スマックダウン）を強化させて、よりライブ感の高い番組作りを心がける（2006年10月に局名を改めたスカイAスポーツプラスとは名称が類似しているが何ら関係がない）
- 2007年
  - 6月5日 - J sports ESPNのe2 by スカパー!（現・スカパー!）における委託放送事業者をアクティブ・スポーツ・ブロードキャスティングからスカパー子会社のマルチチャンネルエンターテイメント（現・スカパー・エンターテイメント）へ変更。
  - 7月1日 - J sports Plusにおいて、e2 by スカパー!および一部のケーブルテレビ局でハイビジョン放送を開始、e2 by スカパー!および一部のケーブルテレビ局でのチャンネル名を「J sports Plus（ハイビジョン）」に変更（それに先立ち、6月末にハイビジョンマスターへ更新された）。
  - 8月13日 - プレミアリーグのCS放映権を獲得（2000/01シーズン以来（ただしこの間もプレミアリーグの放送自体はスカパーからサブライセンスを受け継続していた）。2009/10シーズンまで）。
- 2008年
  - 7月 - アニマックスブロードキャスト・ジャパン（ANIMAX）よりオンラインショップの運営を受託（2010年3月末まで）。
  - 10月1日 - スカパー!HDでJ sports Plus（ハイビジョン）放送開始（電気通信役務利用放送事業者はスカパー・ブロードキャスティング）。
  - 10月 - 2008年のパシフィック・リーグクライマックスシリーズの冠スポンサーとなり「J SPORTS クライマックス パ」と銘打つ。
- 2009年
  - 4月17日 - メジャーリーグ・ベースボールのBS・CS放映権を獲得（CSは独占。2015年シーズンまで）。
  - 6月1日 - スカパー!HDでJ sports ESPNのハイビジョン放送（チャンネル名は「J sports ESPN（ハイビジョン）」）開始。
  - 6月10日 - 2011年以降に開始される新しいBSデジタル放送において、HDTV2番組・32スロット分を認定することが総務省より発表された[8]。BSデジタル放送ではJ sports 1・2を放送する[9]。
  - 7月30日 - 筆頭株主のジュピターテレコムが伊藤忠商事、ブロードメディア、ソニー・放送メディアの3社からJ SPORTS株式を取得、同年10月1日付で連結子会社化することを発表[3]。フジテレビジョンも株式譲渡に応じる意向を示しており、ジュピターテレコムの持株比率は80.5%となる[10]。
- 2010年
  - 3月1日 - スカパー!HD、eo光テレビでJ sports 1・2のハイビジョン放送（チャンネル名は「J sports 1（ハイビジョン）」、「J sports 2（ハイビジョン）」）開始。
  - 3月24日 - 新社長に住友商事出身の笹島一樹（現・インタラクティーヴィ社長）が就任。
  - 3月31日 - ひかりTVでの、J sports 1・2・ESPNの放送が終了。
  - 10月13日 - BSデジタル放送の追加認定において、HDTV2番組・32スロット分が再追加認定され、PlusとESPNについてもBSデジタルにて放送されることが決定[11]。これによりスカパー!e2における全てのJ SPORTSのチャンネルは東経110度CSからBSに移行、ハイビジョン化される。2011年秋のBS放送開始に伴い、新CIを採用する予定で準備しており、同年春から番組制作クレジットの表記がCIによらず暫定的にゴシック体（ロゴなし）で「製作著作 J SPORTS」と表記されている。
- 2011年
  - 7月14日 - BSデジタル放送の開始に伴い、チャンネル名を以下の通りに変更することを発表。また、新ロゴやサッカーオランダリーグのエールディヴィジと、ロシアサッカー・プレミアリーグの放映権を獲得したこともあわせて発表。
    - （旧）J sports 1 → （新）J SPORTS 1
    - （旧）J sports 2 → （新）J SPORTS 2
    - （旧）J sports ESPN → （新）J SPORTS 3
    - （旧）J sports Plus → （新）J SPORTS 4

※これに伴い、イメージキャラクターとしてタレント・女優の武井咲を起用。
  - 10月1日 - 社名を株式会社ジェイ・スポーツに変更。スカパー!e2のJ SPORTS 1・2がBSデジタル放送に移行。これに際し当該2chの放送を同日0時（9月30日24時）から8時まで休止とした。
- 2012年
  - 3月1日 - スカパー!e2のJ SPORTS 3・4がBSデジタル放送に移行、4波のBSデジタル放送（2K画質）への移行が完了。これに際し、当該2chは同日0時（2月29日24時） - 7時、1・2も同日1時（同25時） - 6時まで休止にする。
  - 5月1日 - 株式会社ジェイ・スポーツが日本民間放送連盟に加盟。民放連準会員。これによりジャパンコンソーシアムによるオリンピックやワールドカップサッカーの映像が使用可能になる。
- 2013年
  - 2月1日 - スマホ、タブレット、PC向け配信サービス「J SPORTS LIVE＋オンデマンド」を開始[12]。
  - 4月1日 - ひかりTVでのJ SPORTS1・2・3の放送を再開（打ち切り以前はベーシックチャンネルであったが、再開後はプレミアムチャンネルとなった）。
  - 7月1日 - 新社長に毎日放送元専務の上田修が就任[13]。上田は2013年6月20日までGAORA社長[14] で、2013年3月より非常勤取締役に就任していた[15]。
- 2015年
  - 7月3日 - 「J SPORTSオンデマンド」サービス開始[16]。
- 2016年
  - 9月5日 - 開局20周年を迎え、番組の予告の最後に20周年記念ロゴ流れる。
  - 12月1日 - スカパー!プレミアムサービスの衛星一般放送事業者が、スカパー・ブロードキャスティングからスカパー・エンターテイメントに変更。
- 2018年
  - 12月1日 - スカパー!では新4K8K衛星放送の有料4Kチャンネルとして東経110度CS放送（左旋）にて、J SPORTS 1 - 4の4K放送を開始（同日よりJ:COMでも4K放送を開始）。
- 2021年
  - 2月 - BSデジタル放送新チャンネル（2K画質）の開始準備と、ディズニー系列のBSチャンネル2局の放送終了（2020年3月）などに伴う、総務省によるBSデジタル放送スロット再々編の実施により、2月9日までにスカパー!のJ SPORTS 1 - 4について、2K画質を維持しつつもBSデジタル放送で使用するトランスポンダが物理チャンネルの第19チャンネルに集約され、1波あたりの割り当ても各16スロットから各12スロット（合計64スロット→48スロット）に縮減された。
- 2022年
  - 1月 - 1998年以来放送してきたWWEの番組を一斉に放送終了（再放送含む）。代替番組として『This Week in WWE』が放送開始される（同年12月放送終了）。なお、J SPORTSオンドデマンド「WWEパック」も同月を以て終了した。
- 2024年
  - 3月31日 - スカパー!・J:COMでは4K放送4チャンネルの放送を終了[17][18]。
  - 5月13日 - ABEMAでもJ SPORTSが視聴可能な 「ABEMA de J SPORTS」のサービス提供が開始[19]。

## チャンネル内訳

### J SPORTS 1
- 1998年4月、「SKY sports 1」として開局。「J SKY SPORTS 1」、「J SPORTS 1」、「J sports 1」を経て2011年10月、チャンネル名を再び「J SPORTS 1」に変更。
- 2010年3月よりスカパー!HD（現・スカパー!プレミアムサービス）、eo光テレビでハイビジョン放送開始（チャンネル名は「J sports 1（ハイビジョン）」）。
- 2011年10月、スカパー!e2（現・スカパー!）でBSデジタル放送へ移行してハイビジョン放送開始[21]。同時にスカパー!HDのハイビジョン放送が「J SPORTS 1」、スカパー!SDの標準画質放送が「J SPORTS 1（SD）」となる。
- 視聴可能世帯（2008年8月現在） 537万5350世帯（492万3350 + 45万2000）
- JリーグはJ1全試合、J2各節2試合放送しているが、2012年2月まではスカパー!・スカパー!e2のJリーグ関連セットには含まれていなかった（J SPORTS 1では録画中継であり、またスカチャンでも録画放送を行っているため）。その後2012年3月からはJ1の生中継も行うようになったため、Jリーグ関連セットに含まれるようになったが、2013年3月よりJリーグ中継は生中継・録画ともにJ SPORTS3に移行したため、2013年3月をもってスカパー!のJリーグ関連セットから外れた。
- プロ野球中継は広島東洋カープ戦を中心に東北楽天ゴールデンイーグルスの主催試合（楽天はJ SPORTS1 - 3で流動的に中継）を生中継しているが、広島主催試合の一部は放映権の関係上ひかりTV・auひかりでは視聴できない。また、広島エリアではスカパー!プレミアムサービス光で視聴することはできない（画面には「休止」と表示される）。
- 2018年12月1日、スカパー!（110度CS左旋・ND9）とJ:COMにて「J SPORTS 1（4K）」として4K放送を開始。2024年3月末まで放送。
- 2021年2月9日、同局のBSデジタル放送（スカパー!）に割り当てられているスロットが16スロット→12スロットに縮減。

### J SPORTS 2
- 1998年4月、「SKY sports 2」として開局。「J SKY SPORTS 2」、「J SPORTS 2」、「J sports 2」を経て2011年10月、チャンネル名を再び「J SPORTS 2」に変更。
- 2010年3月よりスカパー!HD、eo光テレビでハイビジョン放送開始（チャンネル名は「J sports 2（ハイビジョン）」）。
- 2011年10月、スカパー!e2でBSデジタル放送へ移行してハイビジョン放送開始[21]。同時にスカパー!HDのハイビジョン放送が「J SPORTS 2」、スカパー!SDの標準画質放送が「J SPORTS 2（SD）」となる。
- 視聴可能世帯（2008年8月現在） 547万1550世帯（498万3550 + 48万8000）
  - 2000年4月のJ-SPORTSとの経営統合により、J-SPORTSで放送されていた番組の多くはJ SKY SPORTS 2で放送された。そのため、J-SPORTSを配信していたケーブルテレビ局の中には、J SPORTS 2のみを配信している局がある。
- プレミアリーグなど海外サッカーは原則として当チャンネルおよびJ SPORTS 4で放送[注 4]。プロ野球中継は中日ドラゴンズの主催試合を中心に東北楽天ゴールデンイーグルスの主催試合（楽天はJ SPOTS1 - 3で流動的に中継）を生中継している。
- 2018年12月1日、スカパー!（110度CS左旋・ND9）とJ:COMにて「J SPORTS 2（4K）」として4K放送を開始。2024年3月末まで放送。
- 2021年2月9日、同局のBSデジタル放送（スカパー!）に割り当てられているスロットが16スロット→12スロットに縮減。

### J SPORTS 3
- 1990年4月、前身の株式会社ジャパンスポーツチャンネルがCATV向け配信開始。1992年4月、CSアナログ放送・CSバーンで「スポーツ・アイ」として放送開始。「スポーツ・アイ ESPN」、「J sports ESPN」を経て、2011年10月、「J SPORTS 3」にチャンネル名変更。同時にスカパー!HDのハイビジョン放送とスカパー!e2の標準画質放送が「J SPORTS 3」、スカパー!SDの標準画質放送が「J SPORTS 3（SD）」となる。
- 2009年6月1日よりスカパー!HDでハイビジョン放送を開始した（チャンネル名は「J sports ESPN（ハイビジョン）」）。
- スカパー!では2012年3月にBSデジタル放送へ移行してハイビジョン放送開始。[21]
- 視聴可能世帯（2008年8月現在） 597万5150世帯（ケーブルテレビ経由489万1150 + 直接受信108万4000）
  - スカパー!ではベーシックパック（スカパー!よくばりパック）の構成チャンネルである。スカパー!プレミアムサービスでは単独契約が可能である（それ以外のチャンネルは原則として3チャンネル、もしくは当チャンネルを含む4チャンネルでの契約となる）。スカパー!では、2011年10月より新規の単独契約は不可となった。
  - 旧スポーツ・アイ ESPNを配信していたケーブルテレビ局はそのまま移行。
- 旧スポーツ・アイ ESPN時代から放送されている番組のいくつかは当チャンネル以外では放送されなかった（車輪倶楽部、新極真魂など）。
- 2011年8月より「Foot!」、「野球好きニュース」の初回放送を3で行うように編成し、夜のスポーツニュースを充実させてきている。2011年10月からは、当分の間、両番組を含む毎日22:00 - 24:00は「Zone22」と銘打ち、無料放送を行っていた（Zone22は2012年9月までだが、スポーツニュースの無料放送は2013年5月まで行われた）。
- プロ野球は2011年までは福岡ソフトバンクホークス戦、2012年は東北楽天ゴールデンイーグルス戦を中心に放送していた。2015年からはオリックス・バファローズの主催試合、東北楽天ゴールデンイーグルスの主催試合（楽天はJ SPOTS1 - 3で流動的に中継）を生中継している。
- Jリーグは2016年までJ1毎節1試合の生中継およびJ1全試合録画中継（2013年よりJ SPORTS1から移行。また、2013年まではJ2各節2試合放送していた）。そのため2013年4月よりスカパー!のJリーグ系セットに加えられる。
- 2018年12月1日、スカパー!（110度CS左旋・ND11）とJ:COMにて「J SPORTS 3（4K）」として4K放送を開始。2024年3月末まで放送。
- 2021年2月9日、同局のBSデジタル放送（スカパー!）の物理チャンネルがBS-21ch→BS-19chに、トランスポンダを移動。これにより、BS放送では4チャンネルともBS-19chに集約された。同時に、同局に割り当てられているスロットが16スロット→12スロットに縮減。

### J SPORTS 4
- 1997年9月、「SKY sports」として開局。「SKY sports 3」、「J SKY SPORTS 3」、「J SPORTS 3」、「J sports Plus」を経て、2011年10月、「J SPORTS 4」にチャンネル名を変更（「J SPORTS 3」は、当チャンネルではなく、かつての「J sports ESPN」の後継チャンネルとなる）。同時にハイビジョン放送が「J SPORTS 4」、スカパー!SDの標準画質放送が「J SPORTS 4（SD）」となる。
- 2007年7月1日、e2 by スカパー!（スカパー!e2を経て、現・スカパー!）、および一部のケーブルテレビ局でハイビジョン放送開始（チャンネル名は「J sports Plus（ハイビジョン）」）。2008年10月1日よりスカパー!HDでも放送開始。
- スカパー!e2では2012年3月にBSデジタル放送へ移行。[21]
- プロ野球は2011年まで埼玉西武ライオンズ戦を中心に放送。2012年は、埼玉西武ライオンズの放映権が朝日ニュースター（現・テレ朝チャンネル2）へ移行した為に、同年のプロ野球中継が編成上の都合で放送される一部試合を除いて原則無しという状況になり、プロ野球セットの構成から外された。
- フィギュアスケート、自転車ロードレースの初回放送やUEFAチャンピオンズリーグなど、海外スポーツを中心に放送。
- 視聴可能世帯（2018年11月時点） 606万9200世帯（58万7000 + 584万2200）[20]
  - 多くのケーブルテレビ局ではベーシック（基本料金）コースではなく個別オプションチャンネル（個別契約必要）として扱う（他3チャンネルはベーシックコースでの視聴が出来るところが多い。ひかりTVでは2013年4月から1・2・3の放送再開に伴い、4チャンネルともプレミアムチャンネル（オプション）となるが、1・2・3は単独契約不可（4チャンネルセットのみ）に対して、単独契約も可能。スカパー!でも2012年3月末日でプロ野球セットやJリーグセットの構成から外れた（NPBおよびJリーグの一部試合は編成の都合でJ SPORTS 4での放送になる場合もあり、セット契約者は該当試合はJ SPORTS 4の視聴契約をしていなくても視聴できる）。
- 2018年12月1日、スカパー!（110度CS左旋・ND11）とJ:COMにて「J SPORTS 4（4K）」として4K放送を開始。2024年3月末まで放送。
- 2021年
  - 2月2日、同局のBSデジタル放送（スカパー!）の物理チャンネルがBS-21ch→BS-19chに、トランスポンダを移動。
  - 2月9日、同局のBSデジタル放送（スカパー!）に割り当てられているスロットが16スロット→12スロットに縮減。

### J SPORTSオンデマンド
- J SPORTSが提供する定額制動画配信サービス。2013年2月1日、 スカパー!オンデマンド向けにライブ配信を行う「J SPORTS LIVE＋オンデマンド」として開始（5月からはケーブルTV、6月からは携帯サイト「J SPORTSガイド」にも提供）、6月からはアーカイブのみオンデマンド配信する「J SPORTSオンデマンド」も開始したが、2015年7月3日より「J SPORTSオンデマンド」に統合された。
- 配信されるコンテンツは衛星放送4チャンネルで放送されるものが大部分であるが、一部放送と配信で異なるコンテンツも存在する[注 5]。また、放送では録画中継される試合を先行ライブ配信する場合もある。
- プロ野球・広島東洋カープ主催試合の中継については2021年まで中国・四国地方の一部地域（広島県とその周辺地域）では放映権の事情から、同中継のリアルタイムでの配信は行われず、見逃し配信のみ視聴可能であった[注 6] が、2022年からはリアルタイム配信も行われるようになった[22]。
- 全番組視聴が可能な月額2,640円の「総合パック」かジャンルごとに視聴する「ジャンルパック」を選択する。いずれのパックも25歳以下対象に料金を半額にする「U25割」が適用される。
- 2018年6月27日よりAmazon Prime Videoにも有料チャンネルとして提供している[23]。ただし、一部番組は配信されない。
- 2024年2月28日より『「J:COM TV」シン・スタンダード』にて追加料金なしで総合パックを提供している[24]、
- 2024年5月13日よりABEMAにて一部番組を「ABEMA de J SPORTS」として提供している[19]。

## 主な番組
※は旧スポーツ・アイ ESPNのコンテンツだったもの

### 野球
- プロ野球中継（広島・中日・オリックス・楽天。オンデマンドでは前者2球団とDeNA）
  - J SPORTS STADIUM
- ワールド・ベースボール・クラシック（WBC）
  - 2006・2009年は日本代表の全試合と決勝ラウンドを生放送、その他注目の試合も生中継を中心に編成した。
  - 2013・2017年は日本代表を含む全試合を生中継を中心に放送するほか、ファーストラウンドで来日する各国代表とNPBチームとの練習試合も生中継する。
  - 2023年は日本代表の1次ラウンド全試合と準々決勝1試合、準決勝、決勝の8試合を録画中継（生中継はテレビ朝日・TBSテレビの地上波とAmazon Prime Video）、それ以外の39試合を生中継。
- WBSCプレミア12（2015年新設の世界選手権　日本代表全試合を含む注目カードを生中継）
- メジャーリーグ中継（2009年 - 、2006・2007年は週1回録画中継。放送限定）
- 社会人野球
  - ※都市対抗野球大会（1990年代の数年間放送。その後はひとまずGAORAに移行したのち2014年から再移行。全試合放送。製作東京ケーブルネットワーク）
  - 社会人野球日本選手権大会（2013年よりGAORAから移行。準々決勝以後を放送）
- 全日本大学野球選手権大会（2007年より放送開始）
- 関東地区大学野球選手権大会（2015 - 2016年、2020年 - 。2021年より全試合中継）
- 高校野球秋季地区大会（東京：準決勝以降、近畿：準々決勝以降、九州：準決勝以降の中継実績あり）
- NPB12球団ジュニアトーナメント
- 高円宮賜杯全日本学童軟式野球大会
- ガンバレ日本プロ野球!?リターンズ
- ファーム日本選手権（2009年より放送開始）

### サッカー
- FIFA主催大会（ワールドカップ（男女フル）、クラブワールドカップ除く）
- DAILY SOCCER NEWS Foot!
- フットボール・プレスパス(ESPN)
- 全国高等学校総合体育大会サッカー競技大会（オンデマンド配信は2023年より）
- JリーグYBCルヴァンカップ（2017年より放送開始。放送限定）
- 高円宮杯 JFA U-18サッカープレミアリーグ（一部録画放送・オンデマンド先行配信）

### ラグビー
- 海外ラグビー
  - ラグビーワールドカップ（1999・2003・2007・2011・2015・2019・2023）
  - IRBパシフィックネイションズカップ（2006年はIRBパシフィック5ネイションズ）
- 国内ラグビー
1997年より日本ラグビーフットボール協会と契約を結び、ラグビー日本代表の試合を含む主要試合を放送している。
  - 日本ラグビーフットボール選手権大会
  - ジャパンラグビーリーグワン（ディビジョン3はオンデマンド限定）
  - 全国大学ラグビーフットボール選手権大会
  - 関東大学ラグビー対抗戦
  - 関東大学ラグビーリーグ戦
  - 関西大学ラグビー
  - 全国高等学校ラグビーフットボール大会・都道府県大会代表決定戦（ダイジェスト）
  - 全国高等学校選抜ラグビーフットボール大会（放送では決勝のみ。オンデマンドでは全試合）
  - 全国クラブラグビーフットボール大会

実況
- 土居壮
- 矢野武
- 谷口廣明
- 大前一樹
- 熊谷龍一
- 佐藤哲也
- 住田洋

解説
- 村上晃一
- 藤島大
- 岩渕健輔
- 野澤武史
- 大西将太郎

過去の出演者
- 小林深緑郎（解説）[注 7]

テーマソング
- BEEP （SennaRin） - 2022年1月からの「J SPORTSラグビー」テーマソング。リーグワン、高校、大学、日本代表戦などのラグビー中継で使用[25][26]。
- glider（Awkmiu） - 2023年12月からの「J SPORTS高校ラグビー」テーマソング[27]。
- Go Forward（田中美里）- 2014年から2022年ごろまで、高校・大学ラグビーの中継で使用された[28][29][30]。

### サイクルロードレース
- J SPORTS cycle road race
  - 世界選手権自転車競技大会
  - グランツール
    - ジロ・デ・イタリア
    - ツール・ド・フランス
    - ブエルタ・ア・エスパーニャ

  - Cycle*（西暦年） - グランツール、世界選手権以外のレースには大会名の前に付く
    - パリ～ニース
    - ロンド・ファン・フラーンデレン
    - パリ～ルーベ
    - クリテリウム・デュ・ドフィネ
    - イル・ロンバルディア
    - ほかASO主催レース、主要クラシックレースなど

実況、解説
J SPORTS cycle road race#実況・解説参照

### プロレス、格闘技
- ※新極真魂（放送限定）

### モータースポーツ
- 車輪倶楽部
- モータースポーツマガジン Mobil1 THE GRID

#### 四輪
- SUPER GT（予選・決勝に加え、オンデマンドでは公式練習及びウォームアップ走行なども限定配信）
- スーパーフォーミュラ
- ※WRC 世界ラリー選手権
- ※DTM ドイツツーリングカー選手権
- ダカール・ラリー
- フォーミュラE
- FIA 世界耐久選手権（WEC）

#### 二輪
- SBK スーパーバイク世界選手権
- FIM世界耐久選手権
- ※AMAスーパークロス
- トライアル世界選手権
- インドアトライアル世界選手権

### バスケットボール
- J SPORTS HOOP!
  - ジャパン・プロフェッショナル・バスケットボールリーグ（オンデマンド配信は2022 - 2023シーズンより）
  - 全日本大学バスケットボール選手権大会（インカレ）
  - 関東大学バスケットボールリーグ戦（オンデマンド限定）
  - 全国高等学校バスケットボール選手権大会（旧選抜優勝大会、ウィンターカップ）
- 全国高等学校総合体育大会バスケットボール競技大会（インターハイ、旧選手権大会、オンデマンド配信は2023年より）

実況、解説
J SPORTS HOOP!参照

### ウィンタースポーツ

#### スキー
FISワールドカップ
- アルペンスキー
- ノルディックスキー（ジャンプ・複合）[注 8]
- フリースタイル（モーグル）
- SNOW JAPAN TV - FISワールドカップのシーズン中に放送している、スキー日本代表応援番組。YouTubeでも見逃し配信をしている。

実況
- 加藤暁（アルペン）
- 久保田光彦（複合・ジャンプ）
- 谷口廣明（ジャンプ・モーグル）
- 菱沼洲斗（ジャンプ）
- 吉田暁央（アルペン）[注 9]

解説
- 相原博之（アルペン）
- 浦木健太（アルペン）
- 岡田利修（アルペン）
- 岡部哲也（アルペン）
- 木村公宣（アルペン）
- 千葉信哉（アルペン）
- 竹内元康（ジャンプ）[注 10]
- 荻原次晴（複合）[注 11]
- 上村愛子（モーグル）
- 原大虎（モーグル）

過去の出演者
- 荻原健司（複合・解説）[注 12]

#### スピードスケート
- ヨーロッパスピードスケート選手権大会
- 世界スピードスケート選手権大会
- 全国中学校スケート大会

実況
- 吉田暁央

解説
- 白幡圭史

#### フィギュアスケート
- ISU主催大会（放送限定）
  - 世界フィギュアスケート選手権
  - 世界ジュニアフィギュアスケート選手権
  - ヨーロッパフィギュアスケート選手権
  - 四大陸フィギュアスケート選手権
- ※全米フィギュアスケート選手権
- 全国高等学校フィギュアスケート競技選手権大会
- 日本学生氷上競技選手権大会
- 全国中学校スケート大会

実況
- 赤平大
- 小林千鶴
- 永田実
- 藤吉次郎
- 足立清紀

解説
- 太田由希奈
- 杉田秀男
- 樋口豊
- 藤森美恵子

#### アイスホッケー
- アジアリーグアイスホッケー

実況
- 加藤じろう

解説
- ジェイムス・イエロリーズ
- 信田憲司
- 若林クリス（SEIBUプリンス ラビッツ監督）

### バレーボール
- SVリーグ
  - オンデマンド：全試合
  - J SPORTS 1～4：毎節男女各1試合、オールスター
- 全国高等学校総合体育大会バレーボール競技大会（インターハイ、旧選手権大会、オンデマンド配信は2023年より）
- 全日本バレーボール大学男女選手権大会

### 卓球
- 世界卓球選手権

実況
- 谷口廣明
- 坂信一郎

解説
- 田崎俊雄
- 西飯美幸
- 渡邉将人

### ダーツ
- SUPER DARTS

### バドミントン
（2007年より放送開始）
- BWFワールドツアー
- 世界バドミントン選手権大会
- トマス杯
- ユーバー杯
- バドミントンS/Jリーグ（オンデマンドでは全試合配信）

### 柔道
（2013年より放送開始）
- 世界柔道選手権大会
- ワールドマスターズ
- グランドスラム
- グランプリ

### 社交ダンス
- Dance!華麗なる闘い
- ダンスに片想い!〜恋するステップ〜

### ヨットレース
- SailGP（2021/2022シーズンから放送開始）

### その他
- BOOMER
- X Games
- ワールドスポーツ
- 燃えよ体育会系高校生!（全国高等学校総合体育大会。オンデマンド配信は2023年より）
- ※携帯サイト「速報!J SPORTS」（2009年10月13日、「速報!スポーツTV」からサイト名変更）
- Weekly GOLF（2010年6月 - ）

## 終了した番組

### 野球
- J SPORTS STADIUM（ヤクルト・横浜・ロッテ・西武・ソフトバンク戦）
- アクティブ!ベースボール（スカイ・A sports+、GAORAが制作しながら生中継できない試合を代替）
- 東都大学野球（2002年春季 - 2004年春季の間数試合ずつ。主に当時中継していた神宮でのヤクルト戦のある日。シーズン毎にしだいに縮小していき最終的に消滅。）
- プロ野球マスターズリーグ（2006年シーズン放送）
- リトルリーグ・ワールドシリーズ
- アジアシリーズ
- ガンバレ日本プロ野球!?[注 13]
- BANZAI!野球好き（2013/14シーズン - 2014/15シーズン）
- 野球好きニュース（2009年 - 2013年終了）
- 野球好きプラス（2014年放送開始・終了）
- 日本女子プロ野球リーグハイライト（2012年より放送開始）

### サッカー
- リーガ・エスパニョーラ (1998/99 - 2002/03)
- セリエA (1999/2000 - 2006/07)
- ブンデスリーガ（1997/98 - 1999/2000、2004/05 - 2006/07）
- コパ・リベルタドーレス (2004 - 2006)
- アルゼンチンリーグ (1997/98 - 2006/07)
- ブラジル全国選手権 (2003 - 2004)
- 2006 FIFAワールドカップ・南米予選
- コパ・アメリカ (2004)
- MUTV（マンチェスター・ユナイテッド） (2004 - 2007)
- CHELSEA TV（チェルシー） (2005 - 2007)
- Arsenal TV（アーセナル） (2005 - 2007)
- Jリーグプレビューショー (2006 - 2007)
- FIFAフットボール・ムンディアル (1998 - 2008)
- ※スコティッシュ・プレミアリーグ ( - 2008/09)
- カーリングカップ
- バルサTV（FCバルセロナクラブ公認プログラム。チャンピオンズリーグや過去の名試合等を放送、2005 - 2011）
  - E.N.G. 〜English News Gathering〜
  - ゴジサカMONDAY
- Jリーグ中継（※Jリーグ発足時から1996年まではスポーツ・アイで全試合放送）
  - J1は原則としてJ SPORTS 1と4で各節1試合生中継、J SPORTS 1で全試合録画放送。J2はJ SPORTS 1で各節2試合録画放送。
  - サンデーハットトリック!
- プレミアリーグ（ - 2019/20）
  - プレミアリーグ プレビューショー/ハイライト
- オランダリーグ エールディヴィジ
- ロシアサッカー・プレミアリーグ

### ラグビー
- プレミアシップ
- フランス選手権トップ14
- ラグビーワールドカップセブンズ
- スーパーラグビー（2005シーズンまでは「スーパー12」、2010シーズンまでは「スーパー14」）
- ザ・ラグビーチャンピオンシップ
- ジャパンラグビートップリーグ・マイクロソフトカップ

### バスケットボール
- NCAA男子バスケットボール・トーナメント

### バレーボール
- 春の高校バレー

### プロレス・格闘技
- WWE
  - RAW
  - スマックダウン
  - ECW
  - ヴィンテージ・コレクション
  - Superstars
  - This Week in WWE
- プロフェッショナル修斗
- シュートボクシング「シーザー魂」
- IT’S SHOWTIME
- 女子プロレス LLPW
- ※PRIDE REVIVAL
- ※劇戦!大相撲

### ウィンタースポーツ

#### FISワールドカップ
- ノルディック複合

### テニス
- デビスカップ
- フェドカップ

### ビリヤード

#### スヌーカー
- プレミアスヌーカーリーグ

### その他
- BOOMER+（出演：2007年4月 - 2008年3月 鷲巣あやの・伊藤雅子、2008年4月 - 2009年3月 尾上綾華）
- J SPORTSガイド（ナビゲーター：トムセン陽子）
- 番宣まつり（ナレーション：デイヴ・フロム）
- J SPORTS ワイド
- J SPORTS WOMAN 効くコレ!
  - ヨガ
  - ピラーティス
  - おはよう!かんどり体操〜忍流〜（出演：神取忍）

## マスコットキャラクター
マスコットキャラクターに「ビクトリ」と「ピクトリ」がいる。
彼らのプロフィールは以下の通り。

### ビクトリのプロフィール[32]
年齢：２０歳
誕生日：９月５日
性別：男
職業：〇×バード大学３年生
サークル：放送研究会
趣味：おみくじを配る
好きな食べ物：とんかつ・ウインナー・いよかん・タイ
口癖：ビクトリー！

### ピクトリのプロフィール[33]
年齢：19歳
誕生日：９月1日
性別：男
職業：〇×バード大学2年生
サークル：放送研究会
好きな食べ物：たくあん
その他：今日のテントリーとして、試合後に今日の試合の特典者（点取り屋）を紹介する

## その他の特記事項

### 放送休止時
- 2011年9月までは人が階段を下っていくイメージ（形が一定しない液体状の物質）のコンピュータグラフィックをバックに「現在放送休止中です。放送開始までしばらくお待ちください」という字幕を出している。その後放送開始3分前からBGM（現在はオリビア・ニュートン＝ジョンの「HAVE YOU NEVER BEEN MELLOW〜そよ風の誘惑」）をバックに大空をイメージしたCGで「まもなく放送開始です」の字幕を出して放送開始に向かう（不定期でメンテナンスによる電波停波がある）。いずれも右下にはJ SPORTSのロゴが出ている。
- 2011年10月以後は、新しいJ SPORTSのロゴに各種スポーツのイメージイラスト（ボールやホイール等）がフラッシュするようなイメージが表され、画面下に「現在放送休止中です」の字幕が表示されている。放送開始が近づくとBGMが流れ（現在はスティービー・ワンダーの「Sir Duke」）、バックが徐々に明るくなる。
- 放送休止時間帯は原則として日曜深夜（月曜未明）から木曜深夜（金曜未明）の4時から6時55分（J SPORTS 3は月曜深夜を除き5時30分、J SPORTS 2は6時30分）までであるが、プロ野球中継等生放送（プロ野球録画中継の場合も含む）で送るイベントの試合展開によって休止時間の短縮、あるいは一部の事前収録番組（海外スポーツなど）の放送休止などが生ずる場合があり。
- また月に1回程度は機器メンテナンスのため停波を行っている。その場合は放送休止時間が長くなる。

### 番組表が掲載されている新聞
以下はBS放送開始前の状況。BS放送開始後はほとんどの新聞に掲載。
- 朝日新聞（東京本社版夕刊。極小サイズで掲載されているため、主要番組のみを掲載）
- 産経新聞（東京本社版）（※但し、大阪本社版・九州・山口特別版は紙面スペースの関係で非掲載だったが2014年1月6日付より掲載開始）
- 毎日新聞
- 北國新聞・富山新聞
- 西日本新聞
- スポーツ新聞（日刊スポーツ、スポーツ報知、スポーツニッポン、サンケイスポーツ、デイリースポーツ、中日スポーツ）など